# Mordellistena sepia
Mordellistena sepia es una especie de coleóptero de la familia Mordellidae.

## Distribución geográfica
Habita en Honduras.